# پارک ملی تالامپایا
پارک ملی تالامپایا با مساحت ۲۱۵۰ کیلومتر مربع (۸۳۰ مایل مربع)، در ارتفاع ۱۵۰۰ متر (۴۹۲۱ فوت) بالاتر از سطح دریا در شرق ایالت لا ریوخا در آرژانتین قرار دارد. این پارک در سال ۲۰۰۰ در فهرست میراث جهانی یونسکو به ثبت رسید.